# 1954-es magyar atlétikai bajnokság
Az 1954-es magyar atlétikai bajnokság az 59. magyar bajnokság volt.

## Eredmények

### Férfiak
| Versenyszám                      | Arany                                                                   | Arany     | Ezüst                                                           | Ezüst     | Bronz                                                             | Bronz     |
| -------------------------------- | ----------------------------------------------------------------------- | --------- | --------------------------------------------------------------- | --------- | ----------------------------------------------------------------- | --------- |
| 100 m                            | Goldoványi Béla Dózsa SE                                                | 10,5      | Zarándi László Haladás                                          | 10,8      | Sebestyén Tamás Haladás                                           | 10,9      |
| 200 m                            | Goldoványi Béla Dózsa SE                                                | 21,3      | Varasdi Géza Vasas                                              | 22,0      | Zarándi László Haladás                                            | 22,1      |
| 400 m                            | Adamik Zoltán Honvéd SE                                                 | 47,8      | Karádi Péter Vörös Lobogó                                       | 48,3      | Bánhalmi Ferenc Vörös Lobogó                                      | 49,3      |
| 800 m                            | Szentgáli Lajos Dózsa SE                                                | 1:50,3    | Bárkányi István Lokomotív                                       | 1:51,4    | Somkuti János Kinizsi                                             | 1:52,3    |
| 1500 m                           | Iharos Sándor Honvéd SE                                                 | 3:49,6    | Tábori László Honvéd SE                                         | 3:49,6    | Béres Ernő Vasas                                                  | 3:51,0    |
| 5000 m                           | Kovács József Vörös Lobogó SE                                           | 13:40,6   | Béres Ernő Vasas                                                | 14:21,4   | Berta Hubert Haladás                                              | 14:45,6   |
| 10 000 m                         | Kovács József Vörös Lobogó SE                                           | 30:12,0   | Albert Dávid Vörös Lobogó                                       | 30:41,6   | Juhász Béla Vasas                                                 | 30:56,4   |
| maraton június 13.               | Kiss József Dózsa SE                                                    | 2:44:07,2 | Zalavári Ferenc Lokomotív                                       | 2:46:53,2 | Rusovszky Gyula Lokomotív                                         | 2:51:40,4 |
| 110 m gát                        | Csenger Attila Vörös Lobogó                                             | 15,0      | Lippay Antal Lokomotiv                                          | 15,1      | Pálffi Béla Dózsa                                                 | 15,5      |
| 200 m gát                        | Botár Attila Dózsa SE                                                   | 24,1      | Csenger Attila Vörös Lobogó                                     | 24,4      | Papp László (atléta) Kinizsi                                      | 25,6      |
| 400 m gát                        | Botár Attila Dózsa SE                                                   | 52,6      | Lippay Antal Lokomotív                                          | 52,7      | Lombos Dezső Vörös Lobogó                                         | 53,9      |
| 3000 m akadály                   | Rozsnyói Sándor Haladás SE                                              | 8:53,4    | Dehény Ferenc Dózsa                                             | 8:57,4    | Jeszenszky László Vörös Lobogó                                    | 8:59,6    |
| 10 km gyaloglás                  | Kun Sándor Haladás SE                                                   | 46:00,8   | Palotai László Honvéd                                           | 46:42,4   | Rácz Zoltán Dózsa                                                 | 47:32,4   |
| 50 km gyaloglás október 17.      | Somogyi János Vörös Lobogó SE                                           | 4:28:45,6 | Róka Antal Honvéd                                               | 4:35:14,0 | László Sándor Dózsa                                               | 4:40:39,0 |
| magasugrás                       | Kisgergely Jenő Haladás SE                                              | 189 cm    | Hagya István Honvéd                                             | 189 cm    | Földessy Ödön Dózsa                                               | 186 cm    |
| távolugrás                       | Földessy Ödön Dózsa SE                                                  | 751 cm    | Csányi György Dózsa SE                                          | 735 cm    | Jakabfi Sándor Haladás                                            | 710 cm    |
| hármasugrás                      | Bolyki István Vörös Lobogó SE                                           | 14,80 m   | Kovács István Fáklya                                            | 13,89 m   | Baráth Iván Fáklya                                                | 13,88 m   |
| rúdugrás                         | Homonnay Tamás Vasas SE                                                 | 430 cm    | Zsitvay Zoltán Vasas                                            | 390 cm    | Szakáll Sándor Lokomotív                                          | 380 cm    |
| súlylökés                        | Mihályfi János Haladás SE                                               | 15,20 m   | Kövesdi Ferenc Dózsa                                            | 15,06 m   | Szécsényi József Haladás                                          | 14,78 m   |
| diszkoszvetés                    | Klics Ferenc Vasas SE                                                   | 52,81 m   | Szécsényi József Haladás                                        | 52,16 m   | Lévai Károly Honvéd                                               | 49,78 m   |
| gerelyhajítás                    | Krasznai Sándor Dózsa SE                                                | 63,86 m   | Lukács János Vörös Lobogó                                       | 62,39 m   | Kecskés József Haladás                                            | 61,12 m   |
| kalapácsvetés                    | Csermák József Lokomotív SE                                             | 59,95 m   | Németh Imre Vasas                                               | 56,61 m   | Balogh Béla Munkaerőtartalékok                                    | 52,80 m   |
| tízpróba                         | Kertész Tibor Bp. Vörös Lobogó                                          | 5296      | Villányi Sándor Dózsa                                           | 5023      | Patinszky András Haladás                                          | 4639      |
| mezei futás (7000 m) április 11. | Kovács József Vörös Lobogó SE                                           | 20:51,8   | Jeszenszky László Vörös Lobogó                                  | 21:07,8   | Szegedi Ferenc Vasas                                              | 21:09,4   |
| 4 × 100 m                        | Homonnai Ferenc Földessy Ödön Csányi György Goldoványi Béla Dózsa SE    | 42,0      | Kiss László Dörnyei Ágoston Adamik Zoltán Sztepanov Jenő Honvéd | 42,3      | Zarándi László Sebestyén Tamás Jakabfi Sándor Csabai Béla Haladás | 42,7      |
| 4 × 400 m                        | Kovács István Bánhalmi Ferenc Lombos Dezső Karádi Péter Vörös Lobogó SE | 3:16,1    | Edőcs Lajos Radványi Tibor Botár Attila Szentgáli Lajos Dózsa   | 3:19,0    | Horgas Bárkányi István Solymosi Egon Lippay Antal Lokomotív       | 3:19,8    |
| mezei futás csapat április 11.   | Kovács József Jeszenszky László Csordás László Vörös Lobogó SE          | 12        | Szabó Miklós Hecker Gerhardt Rozsnyói Sándor Haladás            | 21        | Szegedi Ferenc Garay Sándor Almási Béla Vasas                     | 29        |

### Nők
| Versenyszám        | Arany                                                          | Arany   | Ezüst                                                      | Ezüst   | Bronz                                                                  | Bronz   |
| ------------------ | -------------------------------------------------------------- | ------- | ---------------------------------------------------------- | ------- | ---------------------------------------------------------------------- | ------- |
| 100 m              | Neszmélyi Vera Dózsa SE                                        | 11,9    | Greminger Jánosné Dózsa                                    | 12,4    | Dénes Ida Dózsa                                                        | 12,5    |
| 200 m              | Greminger Jánosné Dózsa SE                                     | 25,2    | Dénes Ida Dózsa                                            | 25,8    | Muskovits Éva Vasas                                                    | 25,8    |
| 400 m              | Kazi Aranka Lokomotív SE                                       | 56,6    | Suták Anna Lokomotív                                       | 58,1    | Bokori Teréz Honvéd                                                    | 59,0    |
| 800 m              | Kazi Aranka Lokomotív SE                                       | 2:11,5  | Oros Ágnes Honvéd                                          | 2:14,4  | Scheffer Katalin Vörös Lobogó                                          | 2:15,3  |
| 80 m gát           | Gyarmati Olga Vasas SE                                         | 11,7    | Németh Ida Dózsa                                           | 11,8    | Erdődi Katalin Haladás                                                 | 11,8    |
| magasugrás         | Németh Ida Dózsa SE                                            | 153 cm  | Kamarás Istvánné Vasas                                     | 151 cm  | Kertes Erzsébet Honvéd                                                 | 146 cm  |
| távolugrás         | Gyarmati Olga Vasas SE                                         | 557 cm  | Pénzes Margit Vörös Lobogó                                 | 538 cm  | Juhász Ilona Kinizsi                                                   | 535 cm  |
| súlylökés          | Fehér Mária Előre SE                                           | 13,63 m | Szenti Jusztina Traktor                                    | 12,90 m | Sebes Edit Haladás                                                     | 12,75 m |
| diszkoszvetés      | Serédi Zsuzsa Vörös Lobogó SE                                  | 44,11 m | Józsa Dezsőné Vasas                                        | 43,03 m | Szatmári Jánosné Dózsa                                                 | 39,88 m |
| gerelyhajítás      | Laczó Ilona Vörös Lobogó SE                                    | 45,71 m | Vigh Erzsébet Vörös Lobogó                                 | 44,26 m | Verbik Katalin Haladás                                                 | 39,05 m |
| ötpróba            | Lohász Irén Vasas SE                                           | 3496    | Söjtör Józsefné Haladás                                    | 3460    | Odegnál Mária Haladás                                                  | 3369    |
| mezei futás 1500 m | Kazi Aranka Lokomotív SE                                       | 5:07,4  | Fürst Helén Vasas                                          | 5:07,6  | Fonyó Magda Vörös Lobogó                                               | 5:08,8  |
| 4 × 100 m          | Orbán Irén Dénes Ida Greminger Jánosné Neszmélyi Vera Dózsa SE | 48,0    | Imre Piroska Lohász Irén Szombath Anna Muskovits Éva Vasas | 50,0    | Benkovics Györgyi Erdődi Katalin Söjtör Józsefné Odegnál Mária Haladás | 50,3    |
| mezei futás csapat | Fürst Helén Rőder Katalin Ács Éva Vasas SE                     | 16      | Kazi Aranka Turi Emma Lukácsné Lokomotív                   | 24      | Oros Ágnes Szuper Kucsera Honvéd                                       | 27      |

### Magyar atlétikai csúcsok
- n. 880 yard 2:11,6 Vcs. Kazi Aranka Budapest 5. 29.
- 1500 m 3:42,4 Ecs. Iharos Sándor Oslo 8. 3.
- 3000 m 8:49,6 Vcs. Rozsnyói Sándor Bern 8. 28.
- diszkoszvetés 55,79 m Ecs. Klics Ferenc Budapest 7. 4.
- n. 3 × 880 yard 6:32,6 Vcs. Női válogatott (Bácskai Anna, Oros Ágnes, Kazi Aranka) Bern 7. 21.
- 4 × 1500 m 15:21,2 Vcs. Budapesti Honvéd SE (Tábori László, Mikes Ferenc, Rózsavölgyi István, Iharos Sándor) Budapest 7. 14.

### Országos csúcsok
- n. 100 m 11,8 Neszményi Vera Bp. Dózsa Budapest 7. 3.
- n. 200 m 24,7 Neszményi Vera Bp. Dózsa Budapest 10. 3.
- 400 m 47,6 Adamik Zoltán Bp. Honvéd Budapest 6. 12.
- 400 m 47,6 Adamik Zoltán Bp. Honvéd Bern 8. 27.
- n. 400 m 57,5 Kazi Aranka Bp. Lokomotív Tata 6. 26.
- n. 400 m 57,0 Kazi Aranka Bp. Lokomotív Budapest 8. 6.
- n. 400 m 56,6 Kazi Aranka Bp. Lokomotív Budapest 9. 19.
- 800 m 1:49,9 Bakos Jenő Bp. Honvéd Budapest 6. 4.
- 800 m 1:49,0 Szentgáli Lajos Bp. Dózsa Oslo 8. 2.
- 800 m 1:47,1 Szentgáli Lajos Bp. Dózsa Bern 8. 28.
- n. 800 m 2:11,0 Kazi Aranka Bp. Lokomotív Budapest 5. 29.
- n. 800 m 2:08,4 Kazi Aranka Bp. Lokomotív Stockholm 7. 29.
- 1500 m 3:46,4 Iharos Sándor Bp. Honvéd Budapest 7. 3.
- 1500 m 3:46,0 Iharos Sándor Bp. Honvéd Stockholm 7. 28.
- 1500 m 3:42,4 Rózsavölgyi István Bp. Honvéd Oslo 8. 3.
- 3000 m 8:06,6 Garay Sándor Bp. Vasas Tata 6. 26.
- 3000 m 7:59,6 Iharos Sándor Bp. Honvéd Budapest 9. 14.
- 10 000 m 29:09,0 Kovács József Bp. V. Lobogó Budapest 7. 3.
- 25 000 m 1:22:15,0 Dobronyi József Bp. Előre Budapest 4. 18.
- n. 80 m gát 11,3 Gyarmati Olga Bp. Vasas Varsó 6. 20.
- 400 m gát 52,4 Lippay Antal Pécsi Lokomotív Bern 8. 29.
- 3000 m akadály 8:52,4 Jeszenszky László Bp. V. Lobogó Budapest 5. 29.
- 3000 m akadály 8:50,6 Jeszenszky László Bp. V. Lobogó Budapest 6. 12.
- 3000 m akadály 8:49,6 Rozsnyói Sándor Bp. Haladás Bern 8. 28.
- 50 km gyaloglás 4:28:45,6 Somogyi János Bp. V. Lobogó Budapest  10. 17.
- hármasugrás 15,32 m Bolyki István Bp. V. Lobogó Budapest 12. 2.
- rúdugrás 432 cm Homonnay Tamás Bp. Vasas Budapest 8. 14.
- n. súlylökés 13,66 m Fehér Mária Bp. Előre Tata 6. 27.
- n. súlylökés 13,73 m Fehér Mária Bp. Előre Stockholm 7. 27.
- n. súlylökés 13,84 m Fehér Mária Bp. Előre Budapest 9. 11.
- diszkoszvetés 53,89 m Klics Ferenc Bp. Vasas Budapest 6. 13.
- diszkoszvetés 55,79 m Klics Ferenc Bp. Vasas Budapest 7. 4.
- n. diszkoszvetés 46,64 m Józsa Dezsőné Csepeli Vasas Budapest 8. 12.
- n. gerelyhajítás 48,00 m Vigh Erzsébet Bp. Bástya Tata 4. 29.
- n. gerelyhajítás 48,00 m Vigh Erzsébet Bp. v. Lobogó Budapest 7. 4.
- n. gerelyhajítás 48,21 m Vigh Erzsébet Bp. V. Lobogó Stockholm 7. 28.
- kalapácsvetés 61,14 m Csermák József Tapolcai Lokomotív Budapest 5. 30.
- n. 4 × 100 m 47,0 Női válogatott (Greminger Jánosné, Dénes Ida, Bartha Lászlóné, Neszményi Vera) Budapest 7. 3.
- n. 3 × 800 m 6:50,2 Női válogatott (Bánsági Teréz, Fürst Helén, Bácskai Anna) Budapest 6. 12.
- n. 3 × 800 m 6:36,2 Női válogatott (Bácskai Anna, Oros Ágnes, Kazi Aranka) Tata 7. 21.
- n. 3 × 800 m 6:34,4 Női válogatott (Bánsági Teréz, Oros Ágnes, Kazi Aranka) Budapest 10. 3.
- 4 × 1500 m 15:21,2 Budapesti Honvéd SE (Tábori László, Mikes Ferenc, Rózsavölgyi István, Iharos Sándor) Budapest 7. 14.
- n. Svéd váltó (100, 200, 300, 400 m) 2:19,4 Lokomotív SE (Rury Emília, Várbiró Borbála, Suták Anna, Kazi Aranka) Budapest 5. 23.